# 헬데를란트주

헬데를란트 주의 위치

헬데를란트주(네덜란드어: Gelderland)는 네덜란드 동부에 위치한 주로 주도는 아른험이며 면적은 4,971.76km2, 수역 면적은 164.75km2, 인구는 2,026,578명(2015년 기준), 인구 밀도는 410명/km2이다.
북쪽으로는 오버레이설주와 플레볼란트주, 서쪽으로는 위트레흐트주와 자위트홀란트주, 남쪽으로는 노르트브라반트주와 림뷔르흐주, 동쪽으로는 독일 노르트라인베스트팔렌주와 접한다. 최대 도시는 네이메헌이며 그 외의 도시로는 아펠도른, 두틴험, 에더, 쥣펀, 틸, 하르데르베이크가 있다. 54개 지방 자치체를 관할한다.
헬데를란트주의 오테를로에는 크뢸러 뮐러 미술관이 있다.

주기
주 문장